# Olympische Sommerspiele 1988/Teilnehmer (Griechenland)
| Gelbes Symbol für Goldmedaillen mit stilisierten Olympischen Ringen | Graues Symbol für Silbermedaillen mit stilisierten Olympischen Ringen | Braundes Symbol für Bronzemedaillen mit stilisierten Olympischen Ringen |
| ------------------------------------------------------------------- | --------------------------------------------------------------------- | ----------------------------------------------------------------------- |
| —                                                                   | —                                                                     | 1                                                                       |

Griechenland nahm an den Olympischen Sommerspielen 1988 in Seoul, Südkorea, mit einer Delegation von 56 Sportlern (44 Männer und zwölf Frauen) teil.

## Medaillengewinner

### Bronze
| Name               | Sportart | Wettkampf     |
| ------------------ | -------- | ------------- |
| Haralambos Holidis | Ringen   | Bantamgewicht |

## Teilnehmer nach Sportarten

### Boxen
- Georgios Ioannidis
Mittelgewicht: 17. Platz

### Gewichtheben
- Ioannis Sidiropoulos
Federgewicht: 6. Platz

- Christos Konstantinidis
Leichtgewicht: 8. Platz

- Haralambos Sfakianakis
Halbschwergewicht: Gruppenphase

- Pavlos Saltsidis
Superschwergewicht: 8. Platz

### Leichtathletik
- Paraskevi Patoulidou
Frauen, 100 Meter: Vorläufe
Frauen, 4 × 100 Meter: Halbfinale

- Marina Skordi
Frauen, 200 Meter: Vorläufe
Frauen, 4 × 100 Meter: Halbfinale

- Maria Tsoni
Frauen, 4 × 100 Meter: Halbfinale

- Katerina Koffa
Frauen, 4 × 100 Meter: Halbfinale

- Georgia Zouganeli
Frauen, 4 × 100 Meter: Halbfinale

- Anna Verouli
Frauen, Speerwerfen: 19. Platz in der Qualifikation

### Rhythmische Sportgymnastik
- Maria Alevizou
Einzel: 21. Platz in der Qualifikation

- Panagiota Tsitsela
Einzel: 35. Platz in der Qualifikation

### Ringen
- Haralambos Holidis
Bantamgewicht, griechisch-römisch: Bronze

- Aristidis Grigorakis
Leichtgewicht, griechisch-römisch: Gruppenphase

- Georgios Poikilidis
Halbschwergewicht, griechisch-römisch: 8. Platz

- Georgios Athanasiadis
Leichtgewicht, Freistil: Gruppenphase

- Iraklis Deskoulidis
Halbschwergewicht, Freistil: 7. Platz

### Rudern
- Konstantinos Ditsios
Doppelzweier: Viertelfinale

- Pantelis Papaterpos
Doppelzweier: Viertelfinale

- Christos Christomanos
Vierer ohne Steuermann: 12. Platz

- Georgios Fotou
Vierer ohne Steuermann: 12. Platz

- Spyridon Gatos
Vierer ohne Steuermann: 12. Platz

- Vasilios Lykomitros
Vierer ohne Steuermann: 12. Platz

- Tonia Svaier
Frauen, Einer: 7. Platz

### Schießen
- Konstantinos Panageas
Luftpistole: 34. Platz
Freie Pistole: 36. Platz

- Agathi Kasoumi
Frauen, Luftpistole: 22. Platz
Frauen, Sportpistole: 31. Platz

### Schwimmen
- Ilias Malamas
100 Meter Rücken: 34. Platz
4 × 100 Meter Lagen: 23. Platz

- Haralambos Papanikolaou
200 Meter Rücken: Vorläufe
200 Meter Lagen: 14. Platz
400 Meter Lagen: 16. Platz
4 × 100 Meter Lagen: 23. Platz

- Nikolaos Fokianos
100 Meter Brust: 47. Platz
200 Meter Brust: 45. Platz
4 × 100 Meter Lagen: 23. Platz

- Theodoros Griniazakis
100 Meter Schmetterling: 36. Platz
4 × 100 Meter Lagen: 23. Platz

### Segeln
- Stelios Georgousopoulos
Windsurfen: 36. Platz

- Armanto Ortolano
Finn-Dinghy: 14. Platz

- Ilias Chatzipavlis
Star: 12. Platz

- Konstantinos Manthos
Star: 12. Platz

- Anastasios Boundouris
Soling: 18. Platz

- Dimitrios Deligiannis
Soling: 18. Platz

- Georgios Prekas
Soling: 18. Platz

- Antonios Boundouris
Soling: 18. Platz

### Tennis
- Georgios Kalovelonis
Einzel: 33. Platz
Doppel: 17. Platz

- Tasos Bavelas
Doppel: 17. Platz

- Olga Tsarmbopoulou
Frauen, Einzel: 33. Platz

### Turnen
- Foteini Varvariotou
Frauen, Einzelmehrkampf: 69. Platz in der Qualifikation
Frauen, Bodenturnen: 70. Platz in der Qualifikation
Frauen, Pferdsprung: 68. Platz in der Qualifikation
Frauen, Schwebebalken: 73. Platz in der Qualifikation
Frauen, Stufenbarren: 55. Platz in der Qualifikation

### Wasserball
- Herrenteam
9. Platz

- Kader
Nikolaos Christoforidis
Filippos Kaiafas
Epaminondas Samartzidis
Anastasios Tsikaris
Kyriakos Giannopoulos
Aristidis Kefalogiannis
Nikolaos Venetopoulos
Dimitrios Seletopoulos
Antonios Aronis
Evangelos Pateros
Georgios Mavrotas
Vangelis Patras
Tasos Papanastasiou